# Jan Nowosad
Jan Nowosad, ps. Konrad II (ur. 20 grudnia 1909 w Ochoży) – polski wojskowy, komendant obwodu Chełm Okręgu Lublin Batalionów Chłopskich.

## Życiorys
Urodził się jako syn Stanisława i Katarzyny. Po wybuchu II wojny światowej organizował Bataliony Chłopskie i Ludową Straż Bezpieczeństwa na terenie powiatu chełmskiego. Został komendantem obwodu Chełm Batalionów Chłopskich i pełnił tę funkcję do grudnia 1942. Należał do Stronnictwa Ludowego „Roch”. Uczestniczył w wielu akcjach bojowych, m.in. w odbiciu więźniów w Rejowcu.
Został odznaczony Krzyżem Partyzanckim.